# Boylesports
Boylesports är Irlands största vadslagningsföretag som etablerades 1989 av John Boyle.
Sedan säsongen 2007/08 är Boylesports den officiella klubbsponsorn för Premier Leaguelaget Sunderland AFC och sedan 2008/2009 också för Aston Villa FC.